# Moneda de reserva

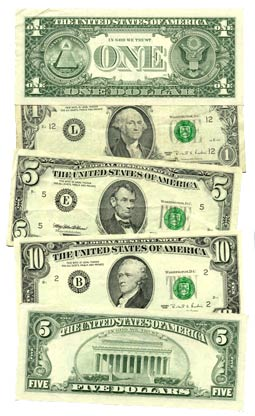
Bitllets de dòlars EUA, la principal moneda de reserva

Una moneda de reserva és una moneda que molts governs i institucions tenen en quantitats significatives com a component de les seves reserves de divises estrangeres. A més a més, tendeix a ser la moneda amb què es fan les transaccions comercials a nivell global, de productes com ara petroli, or, etc.
Això permet al país emissor de comprar els productes amb un marge més favorable que els altres estats, que han de canviar la seva moneda cada vegada que fan una adquisició de mercaderies i a més han de pagar un cost de transacció (per a les monedes més fortes, aquest cost de transacció és poc significatiu en comparació amb el preu del producte). També permet al govern negociar els préstecs de manera més favorable, ja que sempre hi haurà més mercat per a aquella moneda que per a unes altres sense aquesta consideració.
Més de la meitat de les reserves internacionals es fan en dòlars dels Estats Units. L'euro ocupa també un lloc significatiu com a moneda de reserva, principalment gràcies al llegat del marc alemany i el franc francès, i segueixen en importància la lliura esterlina, el ien japonès i el franc suís, entre altres monedes.
| Moneda                  | 1995  | 1996  | 1997  | 1998  | 1999  | 2000  | 2001  | 2002  | 2003  | 2004  | 2005  | 2006  | 2007  | 2008  |
| ----------------------- | ----- | ----- | ----- | ----- | ----- | ----- | ----- | ----- | ----- | ----- | ----- | ----- | ----- | ----- |
| Dòlar dels Estats Units | 59,0% | 62,1% | 65,2% | 69,3% | 70,9% | 70,5% | 70,7% | 66,5% | 65,8% | 65,9% | 66,4% | 64,7% | 64,1% | 64,0% |
| Euro                    | -     | -     | -     | -     | 17,9% | 18,8% | 19,8% | 24,2% | 25,3% | 24,9% | 24,3% | 25,8% | 26,3% | 26,5% |
| Marc alemany            | 15,8% | 14,7% | 14,5% | 13,8% | -     | -     | -     | -     | -     | -     | -     | -     | -     | -     |
| Lliura esterlina        | 2,1%  | 2,7%  | 2,6%  | 2,7%  | 2,9%  | 2,8%  | 2,7%  | 2,9%  | 2,6%  | 3,3%  | 3,6%  | 4,4%  | 4,7%  | 4,1%  |
| Ien                     | 6,8%  | 6,7%  | 5,8%  | 6,2%  | 6,4%  | 6,3%  | 5,2%  | 4,5%  | 4,1%  | 3,9%  | 3,7%  | 3,2%  | 2,9%  | 3,3%  |
| Franc francès           | 2,4%  | 1,8%  | 1,4%  | 1,6%  | -     | -     | -     | -     | -     | -     | -     | -     | -     | -     |
| Franc suís              | 0,3%  | 0,2%  | 0,4%  | 0,3%  | 0,2%  | 0,3%  | 0,3%  | 0,4%  | 0,2%  | 0,2%  | 0,1%  | 0,2%  | 0,2%  | 0,1%  |
| Altres                  | 13,6% | 11,7% | 10,2% | 6,1%  | 1,6%  | 1,4%  | 1,2%  | 1,4%  | 1,9%  | 1,8%  | 1,9%  | 1,7%  | 1,8%  | 2,0%  |